# Loucelles
Loucelles est une commune française située dans le département du Calvados en région Normandie, peuplée de 204 habitants.

## Géographie
La commune est traversée par la route nationale 13, entre Bayeux et Caen, à dix kilomètres de Bayeux et seize de Caen.
Couvrant 307 hectares, le territoire de Loucelles est le moins étendu du canton de Bretteville-l'Orgueilleuse.
| Coulombs, Carcagny     | Sainte-Croix-Grand-Tonne | Sainte-Croix-Grand-Tonne                  |
| Ducy-Sainte-Marguerite | Loucelles                | Sainte-Croix-Grand-Tonne, Putot-en-Bessin |
| Audrieu                | Brouay                   | Brouay                                    |

Le 1er janvier 2017, la commune passe de l'arrondissement de Caen à celui de Bayeux.

### Hydrographie
La commune est située dans le bassin Seine-Normandie. Elle est drainée par la Thue et le Goupil,,.
La Thue, d'une longueur de 12 km, prend sa source dans la commune de Thue et Mue et se jette  dans la Seulles à Ponts sur Seulles, après avoir traversé six communes. 

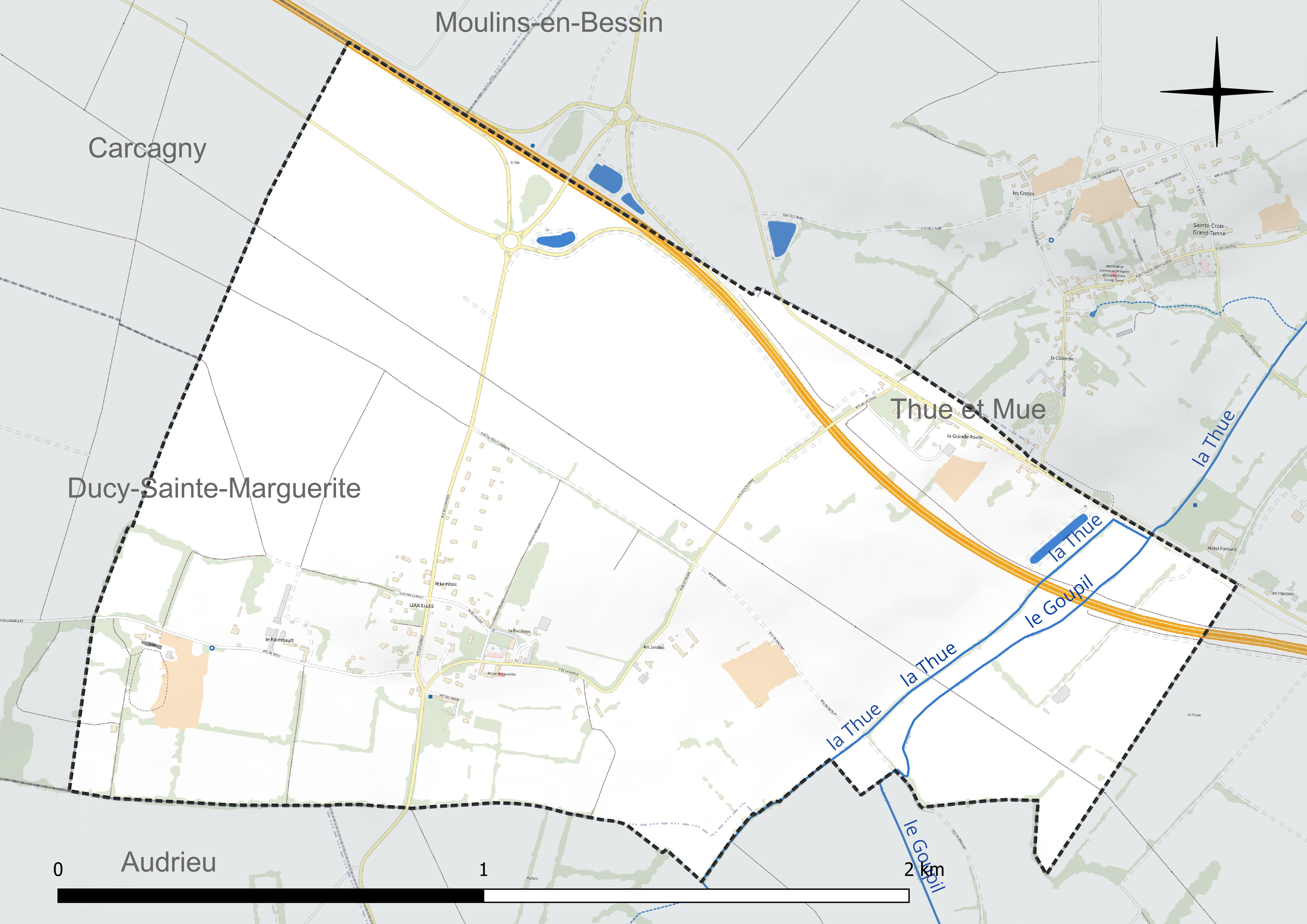
Réseau hydrographique de Loucelles.

### Climat
Pour des articles plus généraux, voir Climat de la Normandie et Climat du Calvados.
En 2010, le climat de la commune est de type climat océanique altéré, selon une étude du CNRS s'appuyant sur une série de données couvrant la période 1971-2000. En 2020, Météo-France publie une typologie des climats de la France métropolitaine dans laquelle la commune est exposée à un climat océanique et est dans la région climatique Normandie (Cotentin, Orne), caractérisée par une pluviométrie relativement élevée (850 mm/a) et un été frais (15,5 °C) et venté. Parallèlement le GIEC normand, un groupe régional d'experts sur le climat, différencie quant à lui, dans une étude de 2020, trois grands types de climats pour la région Normandie, nuancés à une échelle plus fine par les facteurs géographiques locaux. La commune est, selon ce zonage, exposée à un « climat des plateaux abrités », correspondant à la plaine agricole de Caen à Falaise, sous le vent des collines de Normandie et proche de la mer, se caractérisant par une pluviométrie et des contraintes thermiques modérées.
Pour la période 1971-2000, la température annuelle moyenne est de 10,6 °C, avec  une amplitude thermique annuelle de 11,8 °C. Le cumul annuel moyen de précipitations est de 730 mm, avec 12,1 jours de précipitations en janvier et 7,2 jours en juillet. Pour la période 1991-2020, la température moyenne annuelle observée sur la station météorologique la plus proche, située sur la commune de Carpiquet à 11 km à vol d'oiseau, est de 11,5 °C et le cumul annuel moyen de précipitations est de 740,3 mm,. Pour l'avenir, les paramètres climatiques de la commune estimés pour 2050 selon différents scénarios d'émission de gaz à effet de serre sont consultables sur un site dédié publié par Météo-France en novembre 2022.

## Urbanisme

### Typologie
Au 1er janvier 2024, Loucelles est catégorisée commune rurale à habitat dispersé, selon la nouvelle grille communale de densité à 7 niveaux définie par l'Insee en 2022.
Elle est située hors unité urbaine. Par ailleurs la commune fait partie de l'aire d'attraction de Caen, dont elle est une commune de la couronne,. Cette aire, qui regroupe 296 communes, est catégorisée dans les aires de 200 000 à moins de 700 000 habitants,.

### Occupation des sols
L'occupation des sols de la commune, telle qu'elle ressort de la base de données européenne d'occupation biophysique des sols Corine Land Cover (CLC), est marquée par l'importance des territoires agricoles (96,3 % en 2018), en diminution par rapport à 1990 (100 %). La répartition détaillée en 2018 est la suivante : 
terres arables (61,3 %), zones agricoles hétérogènes (23,6 %), prairies (11,3 %), zones industrielles ou commerciales et réseaux de communication (3,7 %). L'évolution de l'occupation des sols de la commune et de ses infrastructures peut être observée sur les différentes représentations cartographiques du territoire : la carte de Cassini (XVIIIe siècle), la carte d'état-major (1820-1866) et les cartes ou photos aériennes de l'IGN pour la période actuelle (1950 à aujourd'hui).

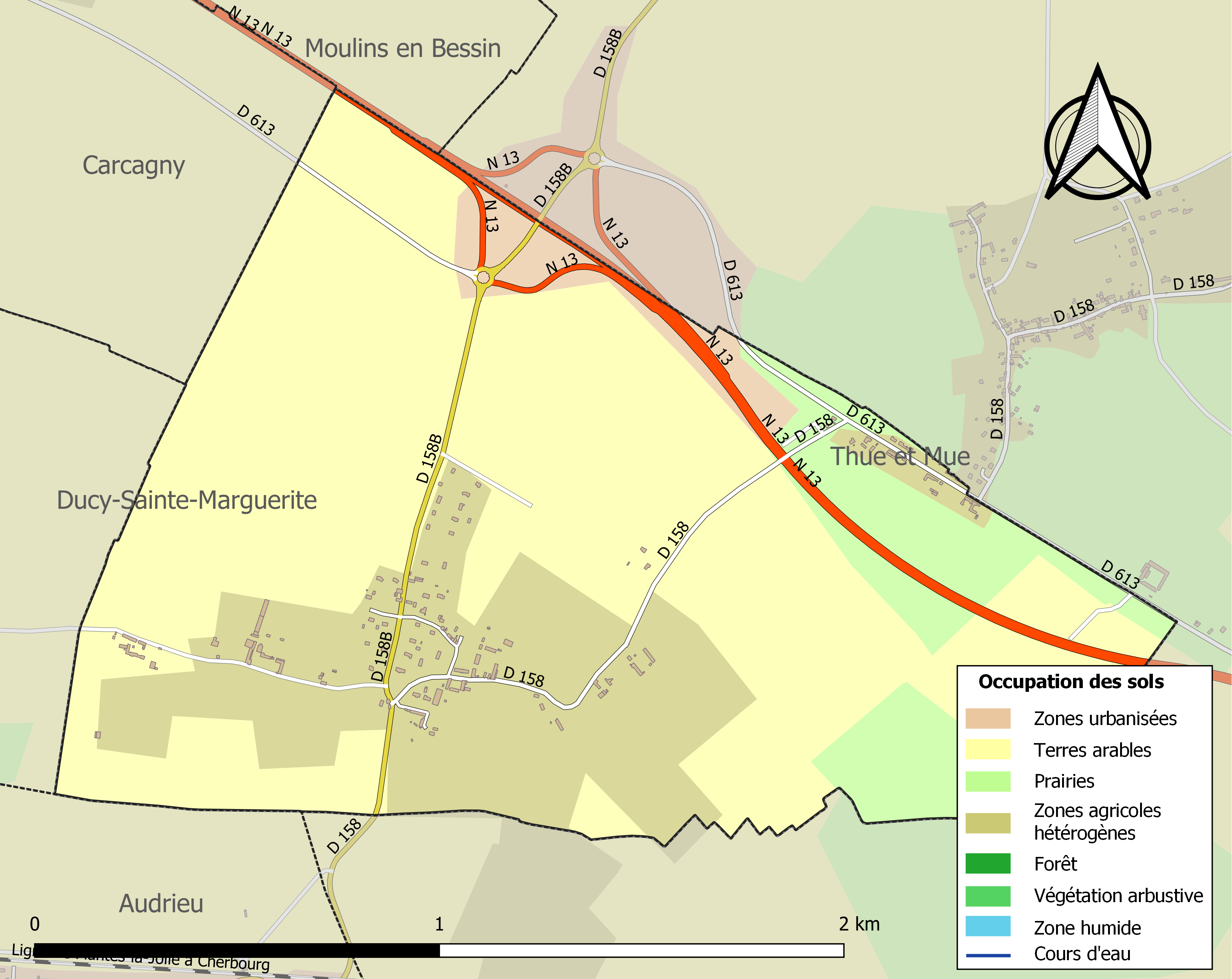
Carte des infrastructures et de l'occupation des sols de la commune en 2018 (CLC).

## Toponymie
Le nom de la localité est attesté  sous les formes Locellis en 1056 ; Locellae et Locellœ en 1170 ; Loucellœ en 1190 ; Locelles en 1193 ; Louceulles en 1365 ; Loucheulles en 1371.
Ce toponyme est peut-être issu du bas latin *locellas, variante féminine de locellos « sarcophages ».

## Histoire
De cette seigneurie dépendait le « Fief au Cavelier », aînesse tenue en 1482 à foy et hommage par Jehan Hutrel, aîné, et ses puînés à savoir, Jehan Potel, Rogière veuve de Jehan Laurend, Perrin Hamelin, Mathurin Agnès, Jehan Plaisance, les hoirs Martin Plaisance, Denis Agnès, Thomas Anquetil, Jehan de Hauvières, Marin Berruyer, Jehan Agnès, Estienne Marye, selon une déclaration faite aux plaids de la seigneurie le 12 février 1482 (v. s.) [archive privée].

## Politique et administration
| Période                                  | Période  | Identité       | Étiquette | Qualité |
| ---------------------------------------- | -------- | -------------- | --------- | ------- |
| avant 1995                               | ?        | Colette Fourré | DVD       |         |
| juin 1995                                | En cours | Jean Duval     | SE        |         |
| Les données manquantes sont à compléter. |          |                |           |         |

Le conseil municipal est composé de onze membres dont le maire et deux adjoints.

## Démographie
L'évolution du nombre d'habitants est connue à travers les recensements de la population effectués dans la commune depuis 1793. Pour les communes de moins de 10 000 habitants, une enquête de recensement portant sur toute la population est réalisée tous les cinq ans, les populations de référence des années intermédiaires étant quant à elles estimées par interpolation ou extrapolation. Pour la commune, le premier recensement exhaustif entrant dans le cadre du nouveau dispositif a été réalisé en 2008.
En 2022, la commune comptait 204 habitants, en évolution de +11,48 % par rapport à 2016 (Calvados : +1,58 %, France hors Mayotte : +2,11 %).
Loucelles a compté jusqu'à 259 habitants en 1841.
| 1793 | 1800 | 1806 | 1821 | 1831 | 1836 | 1841 | 1846 | 1851 |
| ---- | ---- | ---- | ---- | ---- | ---- | ---- | ---- | ---- |
| 220  | 189  | 250  | 229  | 237  | 246  | 259  | 246  | 241  |

| 1856 | 1861 | 1866 | 1872 | 1876 | 1881 | 1886 | 1891 | 1896 |
| ---- | ---- | ---- | ---- | ---- | ---- | ---- | ---- | ---- |
| 237  | 231  | 226  | 200  | 206  | 165  | 184  | 169  | 171  |

| 1901 | 1906 | 1911 | 1921 | 1926 | 1931 | 1936 | 1946 | 1954 |
| ---- | ---- | ---- | ---- | ---- | ---- | ---- | ---- | ---- |
| 149  | 154  | 158  | 119  | 122  | 112  | 92   | 130  | 113  |

| 1962 | 1968 | 1975 | 1982 | 1990 | 1999 | 2006 | 2008 | 2013 |
| ---- | ---- | ---- | ---- | ---- | ---- | ---- | ---- | ---- |
| 115  | 116  | 116  | 123  | 113  | 137  | 179  | 191  | 184  |

| 2018 | 2022 | - | - | - | - | - | - | - |
| ---- | ---- | - | - | - | - | - | - | - |
| 183  | 204  | - | - | - | - | - | - | - |

## Lieux et monuments
- Église Notre-Dame du XIIe siècle, inscrite aux monuments historiques[29].
- Château de Loucelles, du XVIIIe siècle, ancien fief de la famille de Loucelles.
- Lavoir public.

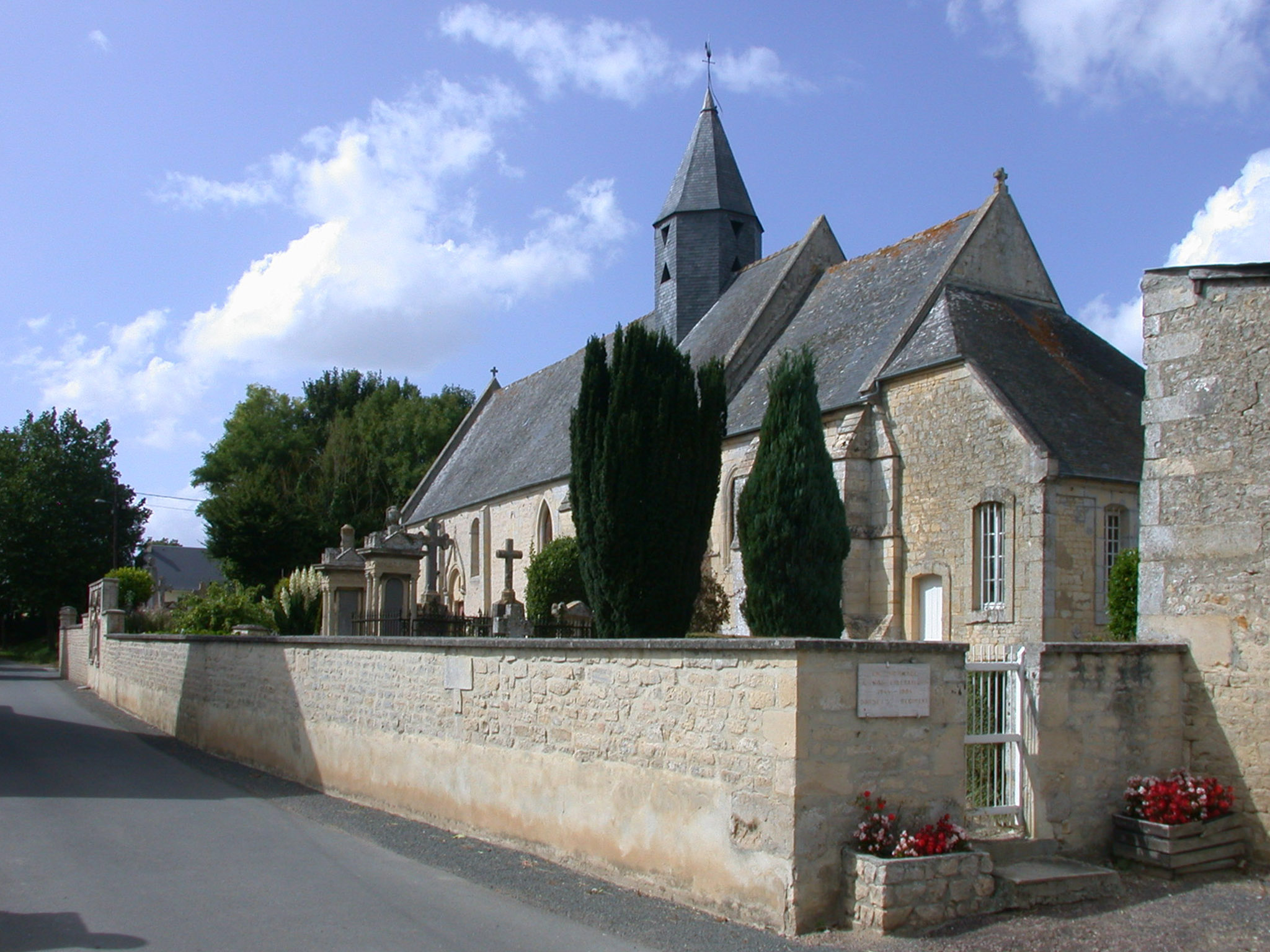
L'église Notre-Dame.
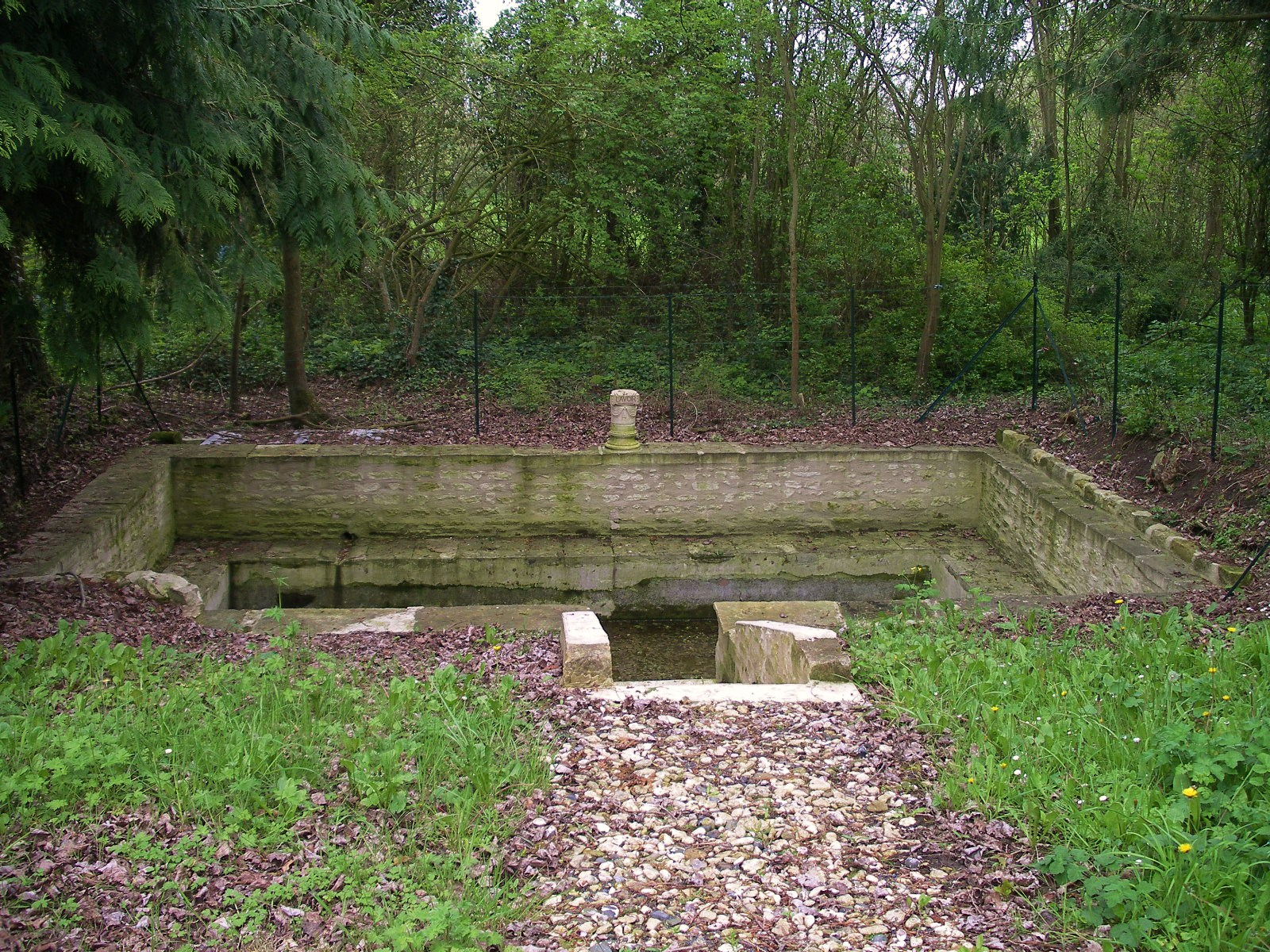
Le lavoir (impasse du Lavoir).
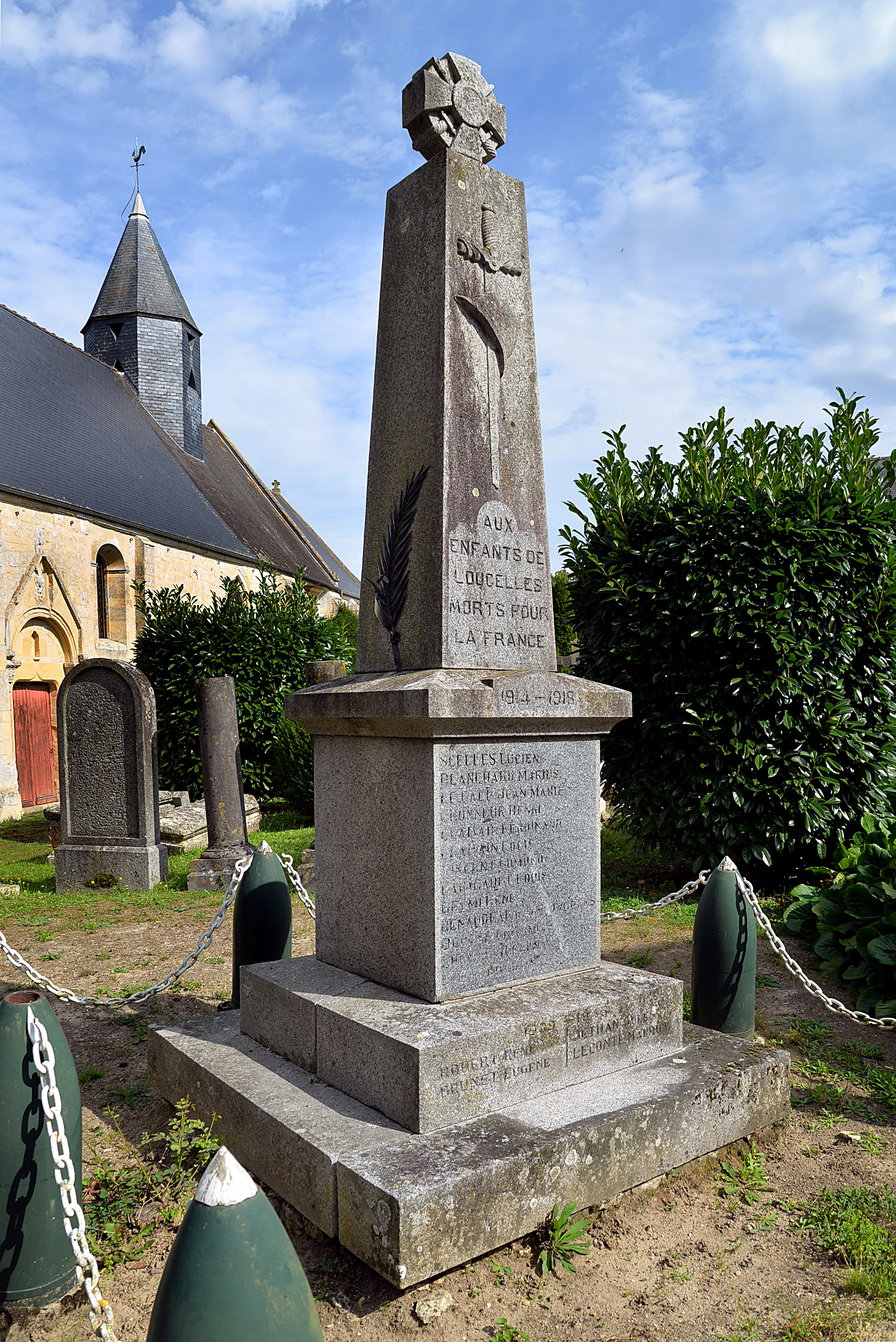
Le monument aux morts.